# Arthur Wesley Dow
Arthur Wesley Dow, född 6 april 1857, död 1 december 1922, var en amerikansk målare, fotograf och inflytande konstlärare.
Dow arbetade vid flera av USA:s konstutbildningar under 30 år, bland annat Teachers College vid Columbia University; Arts Students League; Pratt Institute; samt hans eget Ipswich Summer School of Art. Hans idéer var ganska revolutionerande under denna tid, och han ansåg att hellre än att kopiera naturen, skulle konst skapas av element av färgsättning, som linjer, massa och färger. Hans tankar publicerades 1899 i boken Composition: A Series of Exercises in Art Structure for the Use of Students and Teachers. Han utbildade flera av USA:s främsta konstnärer, bland annat Georgia O'Keeffe och Byrdcliffe Colony.